# 超铀元素
超铀元素（英語：Transuranium element）在化学上指的是原子序数大於92（铀的原子序数）的重元素。它們都具有放射性不穩定並會衰變成其他元素。除了在自然界中發現痕量的镎和鈽之外，地球上沒有天然存在的超铀元素，並且它們都是人工合成元素。

## 概述
原子序数从1到92的元素中，除了锝、钷、砹和钫之外，都可以在地球上检测到相當的量，它們大多具有穩定或長半衰期的同位素，或者是鈾和釷的普遍衰變產物。锝、钷、砹和钫雖然也存在於自然界中，但僅有痕量的存在。砹和钫只存在於鈾衰變鏈和錒衰變鏈的非常小的分支中，不但難以被生成，半衰期也極短，會很快衰變成其他元素；而原子序數較小的锝和钷只能由鈾-238的自發裂變以及由鉬/釹分別發生中子俘獲而產生。
原子序数92以上的超鈾元素由於半衰期較短，從地球誕生至今早已衰變殆盡，且現今自然界中也缺乏形成它們的途徑或機制，因此都是以人工合成的方法產生的，僅有兩個原子序最小的超鈾元素在地球上被發現自然生成：錼和鈽，不過皆為以痕量的存在。我們可以在富铀的矿石中检测到它们的痕迹。这些痕迹是铀矿石经过中子俘获後紧接着發生β衰变而生成的，例如以下反應：238U + n → 239U → 239Np → 239Pu。
超鈾元素可以用核反应堆或者粒子加速器人工合成。原子序≤100（鐨以前）的超鈾元素大多是在核反應爐中以中子照射母核種靶核來合成的，能夠較大量地生產。至於原子序超過100的超鈾元素只能以粒子加速器加速帶電粒子撞擊重原子核來合成，合成難度高且產量極少。此外，在核试验后也會生成少量的超鈾元素，自二戰以來的多次核武器試驗已將至少八種超鈾元素釋放到環境中，包括錼、鈽、鋂、鋦、鉳、鉲、鑀和鐨。
原子序大於103（鐒）的超鈾元素又稱為超重元素，超重元素的半衰期很短，極為不穩定，只能在人工環境中少量製成，且生成後會快速衰變，因此難以對其性質進行詳細研究。目前所發現原子序最大的超重元素是118號的。
超鈾元素的半衰期有随着原子序数的增加而缩短的趋势，然而也有例外：例如鐒、𨧀、鎶和鈇的一些同位素的半衰期就比預料中的還要長。格伦·西奥多·西博格预言了在这一系列元素中有更多的反常核種，并且把它们归类于“稳定岛”，即质子數或中子數为幻数的原子核具有特别的稳定性。
超铀元素中未发现的元素及已发现但尚未正式命名的元素，皆使用IUPAC元素系统命名法。超铀元素的命名曾引起很大的争论，104到109号元素命名的争论从1960年代开始一直到1997年才解决（參見超鐨元素爭議）。
越重的超鈾元素生產難度越大，成本越高，價格隨原子序數增大而快速上漲。截至2008年，武器級鈽的價格約為每克4,000美元，而每克鉲的價格超過6,000萬美元。鑀是目前產量能以肉眼所見的最重元素。

## 超鈾元素列表
| 序號 | 元素 | 符號 | 電子在每個能階的排佈    |
| ---- | ---- | ---- | ----------------------- |
| 93   | 镎   | Np   | 2, 8, 18, 32, 22, 9, 2  |
| 94   | 钚   | Pu   | 2, 8, 18, 32, 24, 8, 2  |
| 95   | 镅   | Am   | 2, 8, 18, 32, 25, 8, 2  |
| 96   | 鋦   | Cm   | 2, 8, 18, 32, 25, 9, 2  |
| 97   | 锫   | Bk   | 2, 8, 18, 32, 27, 8, 2  |
| 98   | 鐦   | Cf   | 2, 8, 18, 32, 28, 8, 2  |
| 99   | 鎄   | Es   | 2, 8, 18, 32, 29, 8, 2  |
| 100  | 鐨   | Fm   | 2, 8, 18, 32, 30, 8, 2  |
| 101  | 鍆   | Md   | 2, 8, 18, 32, 31, 8, 2  |
| 102  | 鍩   | No   | 2, 8, 18, 32, 32, 8, 2  |
| 103  | 鐒   | Lr   | 2, 8, 18, 32, 32, 8, 3  |
| 104  | 鑪   | Rf   | 2, 8, 18, 32, 32, 10, 2 |
| 105  | 𨧀   | Db   | 2, 8, 18, 32, 32, 11, 2 |
| 106  | 𨭎   | Sg   | 2, 8, 18, 32, 32, 12, 2 |
| 107  | 𨨏   | Bh   | 2, 8, 18, 32, 32, 13, 2 |
| 108  | 𨭆   | Hs   | 2, 8, 18, 32, 32, 14, 2 |
| 109  | 䥑   | Mt   | 2, 8, 18, 32, 32, 15, 2 |
| 110  | 鐽   | Ds   | 2, 8, 18, 32, 32, 16, 2 |
| 111  | 錀   | Rg   | 2, 8, 18, 32, 32, 18, 1 |
| 112  | 鎶   | Cn   | 2, 8, 18, 32, 32, 18, 2 |
| 113  | 鉨   | Nh   | 2, 8, 18, 32, 32, 18, 3 |
| 114  | 鈇   | Fl   | 2, 8, 18, 32, 32, 18, 4 |
| 115  | 鏌   | Mc   | 2, 8, 18, 32, 32, 18, 5 |
| 116  | 鉝   | Lv   | 2, 8, 18, 32, 32, 18, 6 |
| 117  |      | Ts   | 2, 8, 18, 32, 32, 18, 7 |
| 118  |      | Og   | 2, 8, 18, 32, 32, 18, 8 |

## 超重元素
超重元素（也稱為超重原子，通常縮寫為 SHE）通常是指從鑪（原子序數104）開始的锕系后元素 (transactinide elements)。(第一個 6d 元素鐒有時也包括在內，但不一定)。這些元素只被人工製造出來，目前沒有任何實際用途，因為它們的半衰期很短，從幾小時到幾毫秒不等，會在很短的時間後衰變，這也使得它們極難被研究。
超重原子都是從20世紀後半葉開始被創造出來的，隨著科技的進步，21世紀的超重原子也不斷被創造出來。它們是透過在粒子加速器中轟擊元素而產生的，數量達到原子規模，目前尚未發現大規模產生的方法。

## 應用
超鈾元素在科技領域的應用取決於每個核種的核特性（如衰變方式、半衰期、可分裂性等），而不是利用這些元素的物理及化學性質。
鈽-239具有高的熱中子分裂截面，用於製造核武器和用作核反應爐中的核燃料（如快中子增殖反應爐）。
鈽-238和鋦-244衰變時會放出大量熱能，被用作放射性同位素熱電機的熱源，作為人造衛星、太空探測器及無人燈塔等設施的電源。
鋦-244是α粒子X射線光譜儀中最常見的α粒子射源，用於許多探測車和著陸器等太空探測器。
游離煙霧探測器中使用極微量的鋂-241氧化物作為游離輻射源，可用來預防火災。這種煙霧探測器比光學煙霧探測器來得便宜、靈敏度較高，但更容易發生誤報。鋂-241還可用作中子、γ射線及α粒子射源。
鉲-252是一種強中子放射源，使用於醫療、科學及工業領域，例如癌症治療、反應爐的啟動中子源、中子射線照相、燃料棒掃描儀及中子活化分析等。
原子序數≥99（鑀以後）的超鈾元素由於半衰期很短，非常不穩定，無法大量生產，因此目前在科學研究之外沒有實際用途。
在粒子加速器中，使用較輕的超鈾元素作為高能帶電粒子撞擊的標靶，可以合成出其他原子序更高的超鈾元素。